# Chalet et jardin de la comtesse d'Edla
 (décembre 2023).
Le chalet et le jardin de la comtesse d'Edla (en portugais : Chalet e Jardim da Condessa d'Edla), également connu sous le nom de Casa do Regalo, se trouve dans la municipalité de Sintra, dans le district de Lisbonne au Portugal. L'ensemble est situé sur le côté ouest du parc qui entoure le palais de Pena et fait partie du paysage culturel de Sintra, classé par l'UNESCO comme site du patrimoine mondial depuis 1995. Ils font également partie du parc naturel de Sintra-Cascais.

## Histoire

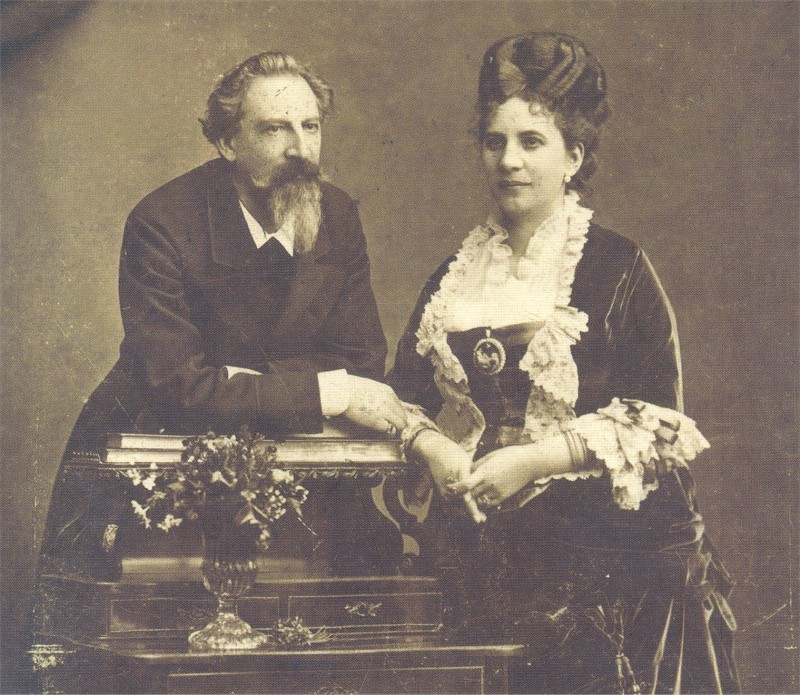
Photographie de la comtesse d'Edla avec le roi Ferdinand II

Le chalet a été construit entre 1864 et 1869 pour le roi Ferdinand II (1816-1885), roi-consort de la reine Maria II jusqu'à sa mort en 1853, et sa future seconde épouse, Elisa, comtesse d'Edla (1836-1929), une chanteuse d'opéra d'origine suisse et naturalisée américaine. La relation entre Ferdinand et Elisa est considérée comme l'une des grandes histoires d'amour de l'histoire portugaise. Cela provoqua un scandale considérable car ils voulaient se marier, alors qu'elle était une roturière qui avait, de plus, une jeune fille de père inconnu. Le couple réussit finalement à se marier en 1869 lorsque Ferdinand persuada son cousin, Ernest II duc de Saxe-Cobourg et Gotha, de créer un titre pour Elisa, lui permettant de devenir comtesse d'Edla,.
Le couple voulait un chalet dans le style d'un chalet suisse typique, très en vogue dans toute l'Europe à l'époque. Ils ont construit le bâtiment au fur et à mesure, sans plans, avec l'aide d'un constructeur local connu sous le nom de Gregório. Cette absence de plans posera par la suite des problèmes aux restaurateurs au début du XXe siècle.

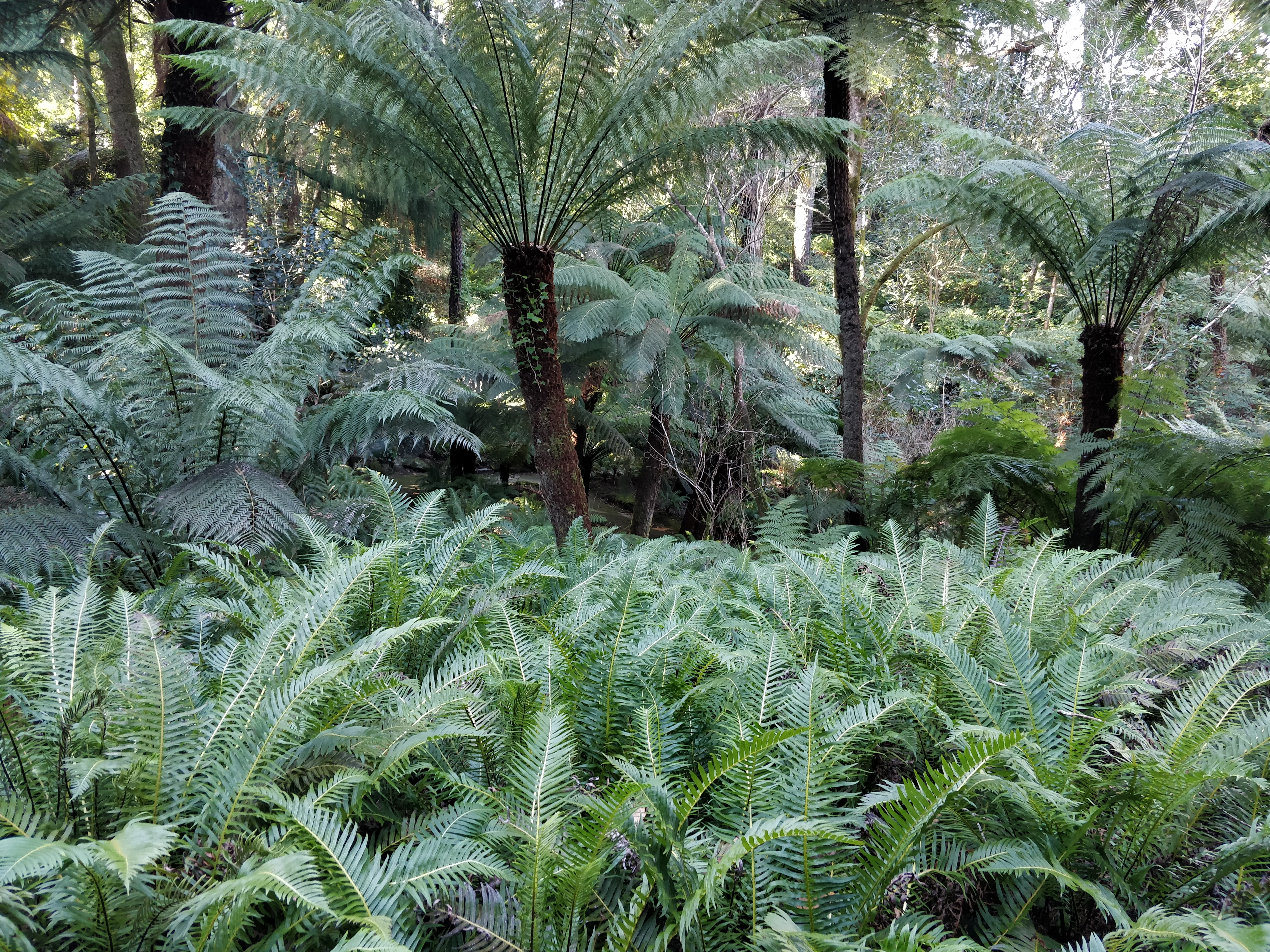
Le jardin de fougères à côté du Chalet

Le chalet était entouré d'un jardin, avec des arbres matures, des lacs et des buissons fleuris. Il fait maintenant partie du parc entourant le palais de Pena. Parmi les 200 espèces botaniques figurent des camélias, des rhododendrons, des azalées et une grande collection de fougères d'Australie et de Nouvelle-Zélande. Des arbres ont été introduits d'Amérique du Nord, avec l'aide de John Slade, un forestier américain qui était le beau-frère d'Elisa,.
Ferdinand a laissé le palais, le parc et les jardins de Pena à la comtesse dans son testament. Cependant, l'État portugais lui a acheté la propriété, la jugeant trop importante pour être entre les mains d'un étranger et de la seconde épouse du roi décédé. Avec une partie des recettes, la comtesse a continué à donner des bourses au pianiste et compositeur José Vianna da Motta et à Rafael Bordalo Pinheiro, artiste et dessinateur. Elle a également soutenu la branche de Sintra de la Santa Casa da Misericórdia, une organisation caritative créée en 1545. La Comtesse visitera le Chalet quatre mois par an jusqu'en 1910. Elle meurt en 1929 à Lisbonne,.

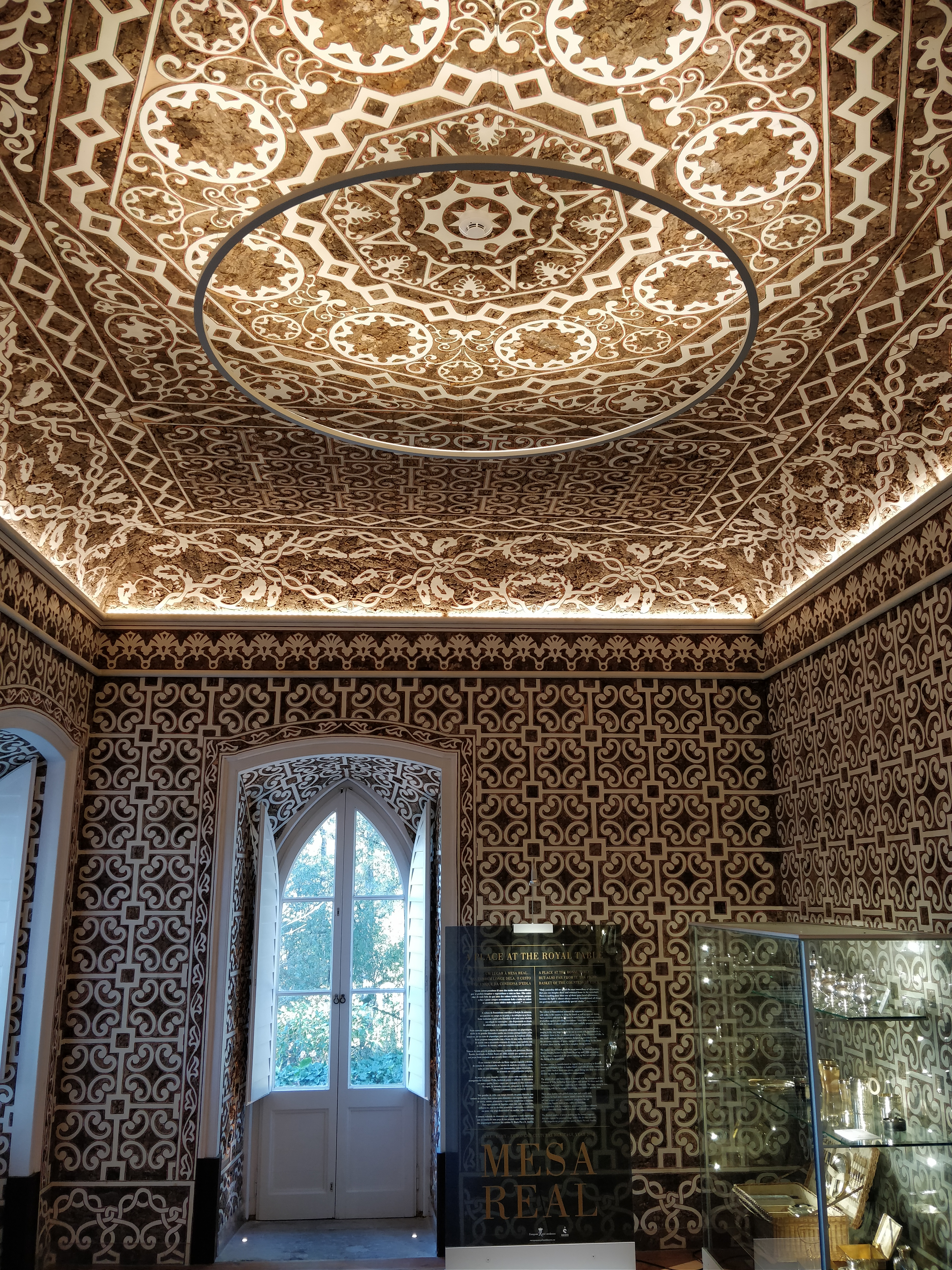
La salle à manger restaurée aux murs incrustés de liège

## Restauration
À la suite de l'achat par le gouvernement, le chalet a progressivement décliné. Après un incendie en 1999 qui l'a partiellement détruit, une reconstruction a été entreprise à partir de 2007 afin de remettre le bâtiment dans son état d'origine. Le bâtiment et le jardin ont été rouverts au public en 2011. En 2012, le projet de restauration a reçu un prix du tourisme portugais, ainsi que le prix Grémio Literário. En 2013, il a également reçu le Prix de l'Union européenne pour le patrimoine culturel dans la catégorie « Conservation ». Le chalet ressemble maintenant à ce qu'il était au moment de sa construction. C'est une construction en brique recouverte de plâtre et peinte pour ressembler à des planches de bois. Les fenêtres, balcons, sont décorées de liège. A l'intérieur, l'équipe de restauration a eu du mal, car ayant très peu d'informations, pour identifier l'usage des différentes pièces et reconstituer les éléments décoratifs peints sur les murs,.